# Beast Busters (jeu vidéo)
Pour les articles homonymes, voir Beast Busters.
Beast Busters est un jeu d'arcade de 1990 développé par SNK. C'est un jeu vidéo du type shoot 'em up. Il est sorti sur le système d'arcade Beast Busters.